# Гаутрек
Гаутрек (норв. Gautrekr) — легендарный гётский король, который фигурирует в нескольких источниках, таких как «Сага о Гаутреке», «Сага о Хрольфе, сыне Гаутрека», «Сага о Боси и Херрауде», «Сага об Инглингах», «Нафнаулур» (часть «Младшей Эдды») и «О конунгах Упплёнда».
Имя появляется в разных временных условиях и может представлять разных королей по имени Гаутрек, поскольку это имя означает просто «Геатский правитель». В различных источниках у него также есть разные потомки. Однако во всех документах он — сын Гаута или Гаути, в одной из более поздних записей его отец Гаут дал свое имя Гёталанду (Гетланд).
В «Нафнаулуре» он упоминается как один из морских королей после своего отца Гаути.

## Ранняя установка
Изначально Гаутрек является современником таких легендарных персонажей, как Старкад и шведские короли Эрик и Альрик.
«В саге о Гаутреке» рассказывается, что Гаутрек родился от Гаути, короля Вестергётланда и Снотры, самой мудрой из семейства, жившего в глуши. Каждый член её семьи покончил жизнь самоубийством из-за незначительных проступков. Снотра отвела ребёнка Гаутрека ко двору Гаути, и король Гаути, годы спустя, на смертном одре, сделал Гаутрека своим наследником.
Гаутрек женился на Альфхильд, дочери короля Харальда Вендландского. Когда она умерла, Гаутрек несколько сошел с ума, игнорировал все государственные дела и проводил все свое время на кургане Альфхильды, управляя своим ястребом.
Благодаря хитрости и совету Нери, одного из графов Гаутрека, человек по имени Реф заполучил руку дочери Гаутрека Хельги. Он также получил графство, которым владел Нери.
Если в «Саге о Гаутреке» говорится, что у Гаутрека была дочь Хельга, то в «Сага о Хрольфе, сыне Гаутрека» добавлены два сына, Кетилль и Хрольф. Они оба сменили Гаутрекра, и Хрольф много лет грабил Бретань и Великобританию, пока, наконец, не похитил скандинавскую принцессу и не сделал её своей женой.

## Гаутрек Мягкий
Позднее, Гаутрек Мягкий — отец Альгаута, последнего гётского короля в скандинавских легендах.
И «О конунгах Упплёнда», и «сага об Инглингах» описывают его как сына Гаута, в честь которого Гёталанд (Гетланд) получил свое название. «О конунгах Упплёнда» рассказывает, что Гаутрек был женат на Алоф, дочери Олафа Ясновидящего, короля Нерке. Оба источника сообщают, что у Гаутрека был сын по имени Альгаут, чья дочь Гаутхильд вышла замуж за шведского короля Ингьялда Коварного.
Затем «Сага об Инглингах» продолжается рассказом о том, как шведский король пригласил Альгаута и нескольких других конунгов на празднества в Уппсале. Ингьяльд, когда другие конунги опьянели, поджёг их, и те сгорели заживо. После этого Ингьяльд приступил к завоеванию владений убитых.

## Гаутрек Щедрый
В «Саге о Боси и Херрауде» Гаутрек Щедрый кратко упоминается как сын Гаути, сына Одина. Он добавляет, что его брат Ринг был королем Остергётланда и отцом Херрауда. Херрауд отдал свою дочь Тору Таун-Харт замуж за Рагнара Лодброка, когда тот спас её от Линдворма.